# Michel Sablon
Michel Sablon (7 juni 1947) is een gewezen Belgische voetbalcoach. Hij was lange tijd technisch directeur van de Koninklijke Belgische Voetbalbond (KBVB).

## Carrière
Michel Sablon speelde in de jaren 70 voor HO Merchtem dat toen in derde en vierde klasse speelde, en van wie hij een decennium later ook twee seizoenen hoofdcoach zou worden.Hij vormde in 75-76 de voorlinie met de topschutter van de reeks Luc Marievoet, die vervolgens naar KSV Waregem transfereerde.Hij combineerde aanvankelijk zijn baan als commercieel directeur van een import- en exportbedrijf met de functie van nationale jeugdtrainer. In 1985 ging assistent-bondscoach Julien Labeau met pensioen en werd Sablon gevraagd om hem op te volgen. Sablon ging akkoord en werd de assistent van bondscoach Guy Thys.
De eerste successen van het duo Thys-Sablon lieten niet lang op zich wachten. De Rode Duivels plaatsten zich voor het WK 1986 in Mexico. België haalde uiteindelijk de halve finales waarin het werd uitgeschakeld door het Argentinië van balgoochelaar Diego Maradona.
Twee jaar na het WK kon België zich niet plaatsen voor het EK. De positie van Guy Thys werd in twijfel getrokken en de KBVB stelde een opvolger aan. Walter Meeuws werkte in eerste instantie samen met Thys, maar zou na verloop van tijd de functie overnemen. In 1989 nam Meeuws het roer over, Sablon bleef assistent-bondscoach. Maar de machtswissel viel niet overal in goede aarde. Meeuws kwam terecht in een mediastorm en werd uiteindelijk na reeds zes interlands aan de deur gezet. De KBVB haalde Thys terug voor het WK 1990 in Italië. De Belgen speelden uitstekend en sommige spelers en journalisten spraken zelfs van een betere kern dan die van het WK in Mexico. Toch werden de Rode Duivels al in de 1/8 finale uitgeschakeld. Een late goal van de Engelsman David Platt nekte de Belgen.
Enkele maanden na het WK koos de KBVB Paul Van Himst als nieuwe bondscoach. Sablon bleef ook nu hulptrainer en plaatste zich samen met Van Himst voor het WK 1994 in de Verenigde Staten. Na het WK werd Sablon opgevolgd door Wilfried Van Moer. Sablon werd immers benoemd tot technisch directeur van de KBVB. Die functie voerde hij uit tot aan zijn pensioen in het voorjaar van 2012. Hij werd opgevolgd door Francky Dury.